# Ivan Savitskiy
Ivan Savitskiy (né le 4 novembre 1993 à Grozny) est un coureur cycliste russe, spécialiste de la piste.

## Biographie

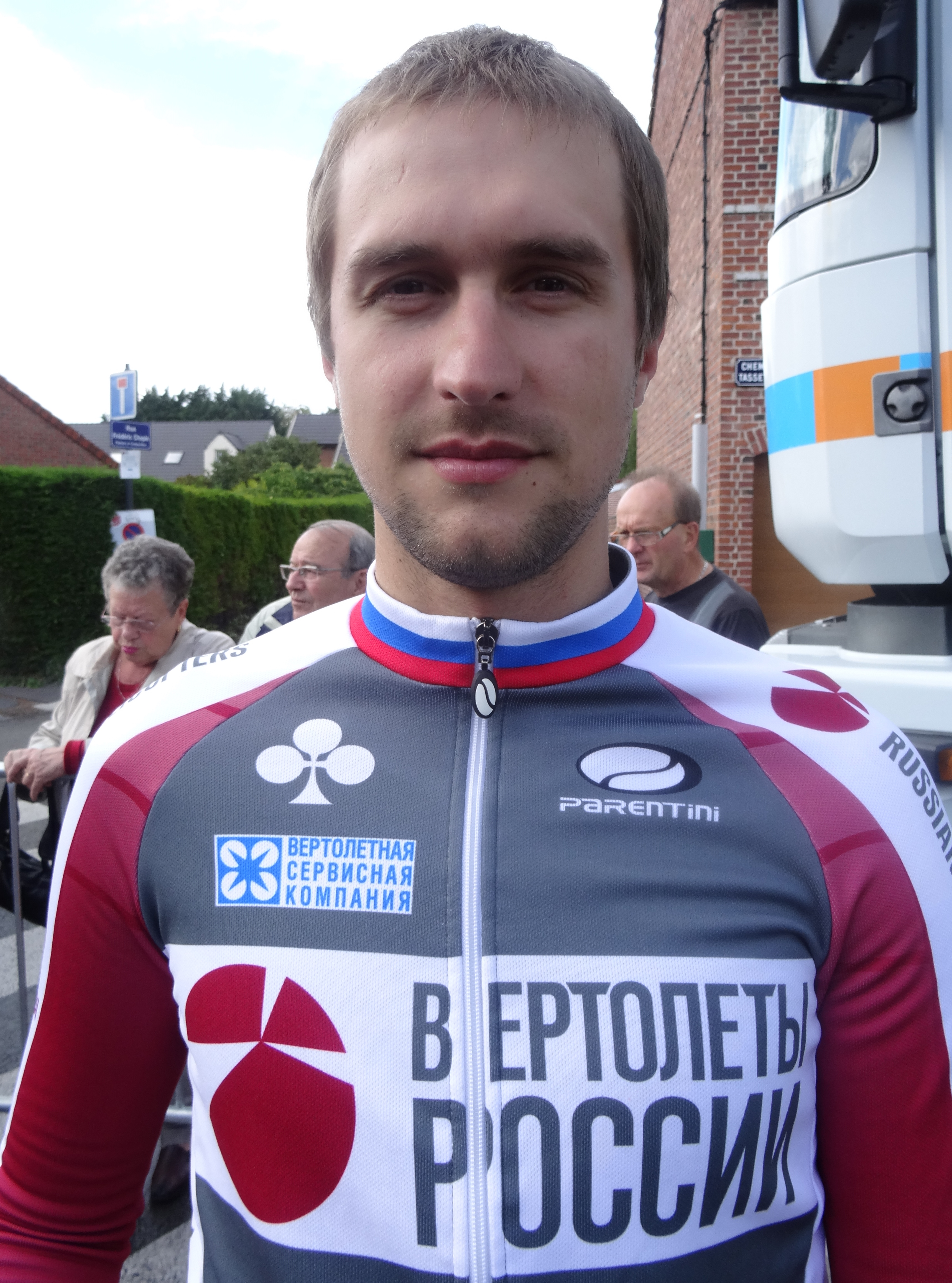
Ivan Savitskiy lors du Paris-Arras Tour 2014.

## Palmarès et classements mondiaux sur route

### Palmarès
- 2012
  - 3e du championnat de Russie du contre-la-montre espoirs
- 2013
  - 2e du Baltic Chain Tour
- 2014
  -  Champion de Russie sur route espoirs
- 2015
  - 2e et 3e étapes du Grand Prix de Sotchi
  - 1re étape du Tour de Kuban
  - Tour de Serbie :
    - Classement général
    - 1re, 2e et 4e étapes

  - 4e étape du Tour du lac Qinghai
  - 2e du Grand Prix de Sotchi
  - 2e du Grand Prix de Moscou
- 2017
  - 4e étape du Tour de Slovaquie
- 2018
  - 6e étape du Friendship People North-Caucasus Stage Race

### Résultats sur les grands tours

#### Tour d'Italie
- 2016 : 104e
- 2017 : abandon (15e étape)

### Classements mondiaux
| Année           | 2013 | 2014 | 2015 | 2016 | 2017 |
| --------------- | ---- | ---- | ---- | ---- | ---- |
| UCI Europe Tour | 405e |      | 30e  | 650e | 415e |
| UCI Asia Tour   |      |      | 43e  |      |      |

## Palmarès sur piste

### Championnats du monde
- Apeldoorn 2011
  - 10e de l'américaine
- Melbourne 2012
  - 15e du scratch
- Minsk 2013
  - 13e de la poursuite
- Cali 2014
  - 8e de la course aux points

### Championnats du monde juniors
- Moscou 2009
  -  Champion du monde de poursuite par équipes juniors (avec Konstantin Kuperasov, Viktor Manakov et Matvey Zubov)
  -  Médaillé de bronze de la poursuite juniors

### Championnats d'Europe
- Minsk 2009
  -  Champion d'Europe de poursuite par équipes juniors (avec Konstantin Kuperasov, Viktor Manakov et Matvey Zubov)
  -  Médaillé d'argent de la poursuite juniors
- Anadia 2012
  -  Champion d'Europe de poursuite par équipes espoirs (avec Nikolay Zhurkin, Viktor Manakov et Matvey Zubov)
- Anadia 2013
  -  Médaillé de bronze de l'américaine espoirs

### Coupe du monde
- 2012-2013
  - 1er de la poursuite par équipes à Aguascalientes (avec Ievgueni Kovalev, Alexander Serov et Nikolay Zhurkin)

### Championnats de Russie
- 2013
  -  Champion de Russie de poursuite par équipes (avec Artur Ershov, Ievgueni Kovalev et Alexander Serov)
  -  Champion de Russie de l'américaine (avec Viktor Manakov)